# Бетли
Бетли (авар. Бе́кьилъ) — село в Унцукульском районе Дагестана.
Входит в состав Кахабросинской сельской администрации.
Статус центра сельсовета в 1926-47 годах.

## География
Село расположено у подножья г. Корконумеэр (2122 м), в 13 км к западу от районного центра с. Унцукуль.

## Население
| 1888 | 1895 | 1926 | 1939 | 1970 | 1989 | 2002 |
| ---- | ---- | ---- | ---- | ---- | ---- | ---- |
| 310  | ↗335 | ↘283 | ↗320 | ↘32  | ↘0   | ↗25  |
| 2010 | 2021 |      |      |      |      |      |
| ↘20  | ↗24  |      |      |      |      |      |

## История
Исключено из учетных записей в 1944 году в связи с переселением (жители переселены в с. Бетли (быв. Энгеной) Ритлябского района ДАССР).

## Достопримечательности села
- Близ с. — водопад (57 м).